# Залуский, Анджей Хризостом
Андрей Хризостом Залуский (около 1650—1711) — польский церковный и государственный деятель. Наиболее известный представитель рода Залуских.
Племянник примаса, Залуский уже с 18 лет занимал видные государственные должности. Когда умер в 1673 король Михаил Вишневецкий, Залуский, в то время краковский каноник, был отправлен с посольством в Испанию и Португалию с уведомлением о смерти короля; в Португалии, помимо этого, он должен был хлопотать о получении денег на войну с турками.
Когда он вернулся, на престоле находился уже Ян III Собеский, назначивший его канцлером королевы, великим коронным секретарем и епископом киевским. Вследствие разногласий с королевой Залуский в 1679 удалился от двора и занялся исключительно делам Киевской епархии. В 1691 Залуский получил епископство Плоцкое.
Когда после смерти Собеского наступило бескоролевье, Залуский сначала был сторонником французского претендента Людовика де Конти, затем перешел к саксонской партии и получил от Августа II епископство варминское (1698) и канцлерство. Залуский неоднократно возмущался безнравственностью короля и подал в отставку; король выслал его из Польши. После Альтранштедтского мира в 1706 Залуский был освобождён и вернулся на родину, но политического веса уже больше не имел.
Большое значение для истории его времени представляет его переписка, часть которой была уже издана при его жизни: «Epistolae historico-familiares» (1709—1711). Она содержит в себе много драгоценных данных о правлении Яна III.